# ARA San Martín (1898)
«Сан-Мартін» (ісп. ARA San Martín) — броненосний крейсер типу «Джузеппе Гарібальді» Військово-морських сил Аргентини кінця XIX — першої третини XX століття.

## Історія створення
Наприкінці XIX століття Італія розпочала розробку броненосних крейсерів типу типу «Джузеппе Гарібальді» для протидії флоту імовірного супротивника — Франції.
У рамках цієї програми у 1895 році на верфі «Cantiere navale fratelli Orlando» був закладений крейсер, який знову отримав назву «Варезе» (італ. Варезе)
У цей час стосунки між Аргентиною ти Чилі загострились через територіальні суперечки через Патагонію. Флот Аргентини значно поступався флоту Чилі, і щоб компенсувати це відставання, було вирішено закупити декілька крейсерів в Італії. Одним з таких кораблів став «Варезе». Він був перейменований на «Сан-Мартін», на честь національного героя Аргентини, борця за незалежність Хосе де Сан-Мартіна.
Корабель був спущений на воду 25 травня 1896 року, будівництво було завершене 25 квітня 1898 року. Корабель прибув до Аргентини 6 листопада того ж року і тоді ж був включений до складу флоту.

## Особливості конструкції
Для бронювання крейсера використовувалась броня Гарві. У силовій установці використовувались застарілі вогнетурбні циліндричні котли, оскільки аргентинські машинні команди не мали досвіду експлуатації нових типів котлів.
На випробуваннях корабель розвинув швидкість 19,8 — 20,1 вузлів при потужності силової установки 13 200 — 13 880 к.с.
Артилерія головного калібру складалась з чотирьох спарених 203-мм гармат «203/40», універсальна 152-мм артилерія розміщувалась в казематах, а 120-мм в щитових установках на верхній палубі.

## Історія служби
Після вступу у стрій крейсер «Сан-Мартін» брав участь у навчаннях флоту у 1902 році, де виконував роль флагмана першого морського дивізіону. Він доставив у Сантьяго комісію, яка вела мирні переговори з Чилі стосовно територіальних суперечок.
Крейсер залишався флагманом до 1911 року. У 1919 році брав участь у придушенні повстання робітників під час «Трагічного тижня».
З 1920 року крейсер став навчальним кораблем, згодом кораблем берегової охорони.
У 1926 році він був модернізований, його вугільні котли були замінені на нафтові. Планувалось також модернізувати артилерію, залишивши лише 203- і 120-мм гармати, але ці плани не були реалізовані.
8 грудня 1935 року корабель був виключений зі списків флоту і розібраний у 1947 році.